# Christ Embassy
Christ Embassy (offiziell Believers’ LoveWorld Incorporated) ist die Freikirche des Predigers und Geistheilers Chris Oyakhilome. Er gründete sie 1987 in Nigeria. Die Christ Embassy hat Anhänger in verschiedenen afrikanischen Ländern und im deutschsprachigen Raum.

## Hintergrund
Gegründet wurde Believers’ LoveWorld Incorporated, die Organisation hinter Christ Embassy, vom nigerianischen Prediger Chris Oyakhilome. „Pastor Chris“ stellt sich häufig in Publikationen mit seiner Frau „Pastor Anita“ dar, die jedoch im Hintergrund bleibt. 2002 wurde Chris von Führern der nigerianischen Pfingstbewegung vorgeworfen, mit dem Prediger T. B. Joshua zusammengearbeitet zu haben. T. B. Joshua wurde von der Pentecostal Fellowship of Nigeria beschuldigt, okkulte Praktiken anzuwenden und Christen aus Geldgier zu betrügen.
2003 gründete „Pastor Chris“ das erste „christliche“ 24-Stunden-TV-Network Afrikas für eine weltweite Gemeinde. In dem Network sind die Satelliten-Sender „LoveWorld TV“ für UK, „LoveWorld SAT“ für Südafrika und „LoveWorld PLUS“ für Nigeria zusammengeschlossen.
Oyakhilomes Heilungsgottesdienste tragen den Titel „Atmosphere for Miracles“.
2012 kam es zu einer Auseinandersetzung mit Pastor Paul, der für die Christ Embassy in Kanada arbeitete. Er baute die Gemeinden in Calgary und Edmonton/Alberta auf. Bei dem Konflikt zwischen höhergestellten Pastoren und ihm ging es um sein ausstehendes Gehalt.

## Theologie, Gottesdienste und angebliche Wunderheilungen
Die Christ Embassy und „Pastor Chris“ stehen in der Tradition der afrikanischen Prägung der Pfingstbewegung. Auf ihrer Website verweist Christ Embassy auf Wunderheilungen. Aidskranke beteuern, der Heilige Geist sei ihnen erschienen und habe sie kuriert. In Biel (Schweiz) versprach Charles Ndifon bei einer Audienz unter anderem Krebskranken und Rollstuhlfahrern, sie würden allein durch Glauben geheilt. Am Ende dieser Audienzen werden Kuverts mit Spenden eingesammelt.

## Christ Embassy in Deutschland
Christ Embassy ist in deutschen Großstädten, wie Köln, Berlin, Hannover, Frankfurt am Main, Dortmund und Bremen aktiv und spricht dort vor allem die „Community“ der aus afrikanischen Ländern stammenden Menschen an. In München ist die Gemeinde der Embassy mit der lokalen Evangelischen Allianz vernetzt.